# Dominika (keresztnév)
A Dominika női név a  Dominicus (magyarul Domonkos, Dominik) férfinév női párja.

## Rokon nevek
- Dominka:[1] a Dominika becenevéből önállósult.[2]

## Gyakorisága
Az 1990-es években a Dominika gyakori, a Dominka szórványos név volt, a 2000-es években (2007-ig) a 40-68. leggyakoribb női név, a Dominka nem szerepel az első százban.

## Névnapok
Dominika, Dominka
- július 6.[2]
- augusztus 4.[2]
- augusztus 5.[2]
- december 28.

## Híres Dominikák, Dominkák
- Dominika Cibulková szlovák teniszezőnő
- Dominika Paleta mexikói-lengyel színésznő